# Ípsilon Capricorni
Ípsilon Capricorni (υ Cap / 15 Capricorni) es una estrella en la constelación de Capricornio.
Tiene magnitud aparente +5,17 y se encuentra, de acuerdo a la nueva reducción de los datos de paralaje de Hipparcos (5,62 ± 0,29 milisegundos de arco), a 580 años luz del sistema solar.
No tiene nombre propio habitual pero en China señalaba Loo Sieu, un asterismo en forma de encaje.

## Características
Ípsilon Capricorni es una fría gigante roja de tipo espectral M2III —también clasificada como M1III— cuya temperatura efectiva es de 3629 ± 7 K.
Las gigantes rojas de tipo M son mucho menos abundantes en el cielo nocturno que las de tipo K, siendo Gacrux (γ Crucis), Hydor (λ Aquarii) y ψ Virginis ejemplos notables.
A partir de la magnitud absoluta de Ípsilon Capricorni, una vez practicada la corrección bolométrica, se puede estimar su luminosidad, siendo ésta unas 855 veces superior a la del Sol.
Presenta un contenido metálico algo por debajo del solar, siendo su índice de metalicidad [Fe/H] igual a -0,08.
En cuanto a su tamaño, las medidas de su diámetro angular realizadas durante ocultaciones lunares, dependen en cierta medida de la longitud de onda utilizada.
Así, a una longitud de onda de 0,55 μm, su diámetro angular es de 4,10 ± 0,70 milisegundos de arco, mientras que a un longitud de onda mayor (0,70 μm), su valor es de 4,50 ± 0,50 milisegundos de arco.
Ambas medidas tienen en cuenta el oscurecimiento de limbo
Estos valores permiten acotar su radio entre 79 y 86 radios solares, lo que equivale aproximadamente a 0,38 UA.

## Variablidad
Ípsilon Capricorni puede ser una estrella variable —recibe el nombre provisional de variable NSV 25208—, si bien dicha variabilidad está pendiente de confirmar.